# Corylopsis pauciflora
Corylopsis pauciflora er en lille, løvfældende busk med en fladt opstigende vækst. Grenene er tynde og næsten vandrette med fine sideskud. Blomsterne dufter af Kodriver.

## Beskrivelse
Knopperne er uregelmæssigt formede, brune og tæt behårede. Bladene er skævt ægformede med savtakket rand. Oversiden er græsgrøn, mens undersiden er lysegrøn og håret. Høstfarven er gul. 
Blomstringen sker i april-maj, dvs. før løvspring. Blomsterne er samlet i fåtallige, overhængende stande, og de enkelte blomster er klokkeformede og lysegule med gule støvdragere. Frugterne er kapsler, som ikke modner i danmark.
Planten har et fint forgrenet, højtliggende rodnet. 
Højde x bredde og årlig tilvækst: 1,5 x 2 m (20 x 25 cm/år).

## Hjemsted
Planten hører hjemme i bjergskove i Japan og Taiwan, hvor den kan findes i 200-300 m højde i let skygge under større træer.